# Ivica Dukan
Ivica Dukan es un exjugador de baloncesto nacido en Croacia. Su posición natural era la de alero. Es el padre del actual jugador Duje Dukan.

## Carrera
Jugó como profesional catorce años en Croacia, Francia, Suiza e Inglaterra. 
Llegó a ser capitán de la mítica Jugoplastika Split con la que consiguió dos Copa Korac en 1976 y 1977.
Disputó 55 partidos con la selección de baloncesto de Croacia.
Una vez retirado, empezó a trabajar como scouting de los Chicago Bulls tras conocer a Jerry Krause en 1991.
En 2013 fue ascendido al puesto de director de scouting internacional.